# Kakodylzuur
Kakodylzuur of dimethylarsinezuur is een organoarseenverbinding met als brutoformule C2H7AsO2. De stof komt voor als een reukloze, witte kristallijne of poedervormige vaste stof, die goed oplosbaar is in water. De verbinding is uiterst giftig en ontstaat onder andere door oxidatie van kakodyloxide.

## Geschiedenis
De 19e-eeuwse Duitse scheikundige Robert Bunsen deed aan de universiteit van Marburg baanbrekend onderzoek naar arseen en arseenverbindingen, en dan vooral naar kakodylverbindingen, genoemd naar de kakodylgroep: (CH3)2As-R. Zijn onderzoek op dit gebied leidde tot een beter inzicht in de methylgroep. Bunsen zei over de reuk van de verbindingen waarmee hij werkte dat deze ogenblikkelijk een tinteling in handen en voeten veroorzaakte. Hij overleed bijna aan een arseenvergiftiging, en door een ontploffing met kakodylzuur raakte hij aan één oog blind.
Bunsen deed onderzoek naar de samenstelling van Cadet's fuming liquid, dat gemaakt werd door arseen te laten reageren met kaliumacetaat. Bunsen ontdekte dat in het mengsel oxiden van arseen zaten, die aanleiding gaven tot vorming van kakodylzuur:
{\displaystyle {\ce {4 KCH3COO + As2O3 -> ((CH3)2As)2O + 2 K2CO3 + 2 CO2}}}
Kakodyloxide wordt vaak beschouwd als de eerste synthetisch bereide organometaalverbinding, hoewel arseen eigenlijk een metalloïde is.

## Toepassingen
Kakodylzuur is een van de bestanddelen van Agent Blue, een tijdens de Vietnamoorlog veel gebruikte onkruidverdelger.

## Toxicologie en veiligheid
Kakodylzuur is toxisch bij inademing, opname in het lichaam en contact met de huid. Het irriteert de luchtwegen, huid en ogen. Daarnaast is het mogelijk kankerverwekkend.
Kakodylzuur wordt vooral via inhalatie opgenomen, maar absorptie in het maag-darmkanaal en door de huid vinden ook plaats. Het wordt in het lichaam omgezet tot arseen, dat vervolgens tot arsenaat geoxideerd wordt. Het ontstane arsenaat vermindert de ATP-productie van cellen. Omdat de omzetting naar arsenaat erg langzaam is, en het kakodylzuur snel wordt uitgescheiden, heeft dit tot gevolg dat de toxiciteit ervan relatief laag is.
Hoewel kakodylzuur zelf niet bijzonder kankerverwekkend is, bevordert het wel de vorming van tumoren bij aanwezigheid van kankerverwekkende stoffen in bijvoorbeeld de nieren en lever. Bij knaagdieren is aangetoond dat kakodylzuur kan leiden tot aangeboren afwijkingen, vooral een gespleten gehemelte, en bij hoge doses ook tot sterfte van de foetus. Bij mensen is aangetoond dat het zuur kan leiden tot apoptose, alsook verlaagde DNA-productie en kortere DNA-strengen.
Bij een incidentele inname van kakodylzuur zijn de eerste symptomen hoofdpijn, duizeligheid, misselijkheid, diarree en uitdroging. Uiteindelijk zal het leiden tot verminderde bloeddruk, stuiptrekkingen, verlamming en mogelijk tot de dood, afhankelijk van de opgenomen dosis. Bij chronische inname zijn de eerste symptomen onder andere gewichtsverlies, afwisselend diarree en constipaties, hoofdpijn, haaruitval en buikkrampen. Uiteindelijk kan het leiden tot levercirrose, atrofie van het beenmerg, nierschade en verlies van motorische functies.